# Top Knot
Il Top Knot è un tipo di acconciatura da uomo, diffuso prevalentemente in Asia orientale.
Questo taglio mette insieme lo stile dell'undercut e dello chignon maschile, avendo la parte centrale dei capelli tagliati lunghi con un bun sulla sommità e un taglio molto più corti ai lati della testa.